# The Unit – Eine Frage der Ehre
The Unit – Eine Frage der Ehre ist eine US-amerikanische Fernsehserie von David Mamet, die vom 7. März 2006 bis zum 10. Mai 2009 auf dem US-amerikanischen Fernsehsender CBS ausgestrahlt wurde.

## Hintergrund
Die titelgebende Unit ist eine streng geheime militärische Spezialeinheit, die direkt dem Präsidenten unterstellt ist und zumeist hinter feindlichen Linien operiert. Nach außen tritt sie als 303. Logistische Studieneinheit auf. Die Serie basiert auf dem Buch Inside Delta Force: The Story of America's Elite Counterterrorist Unit des Ex-Delta-Force-Soldaten Eric Lee Haney.

## Ausstrahlung
Nachdem lange Zeit eine Fortsetzung unklar gewesen war, bestellte CBS am 12. Mai 2008 eine vierte Staffel. Deren Ausstrahlung begann am 28. September 2008. Am 20. Mai 2009 gab CBS die Einstellung der Serie nach vier Staffeln bekannt.
Die deutschsprachige Erstausstrahlung begann im März 2007 auf Sat.1. Die Ausstrahlung mittwochs war zunächst wenig erfolgreich, sodass die Serie ab Juli 2007 donnerstags gesendet wurde. 2010 wechselte die Serie für Staffel drei zu Kabel eins. Die vierte Staffel folgte fast vier Jahre später ab dem 16. April 2014 auf ProSieben Maxx. Ab dem 28. Februar 2008 sind alle vier Staffeln nacheinander auf DVD erschienen.

## Besetzung

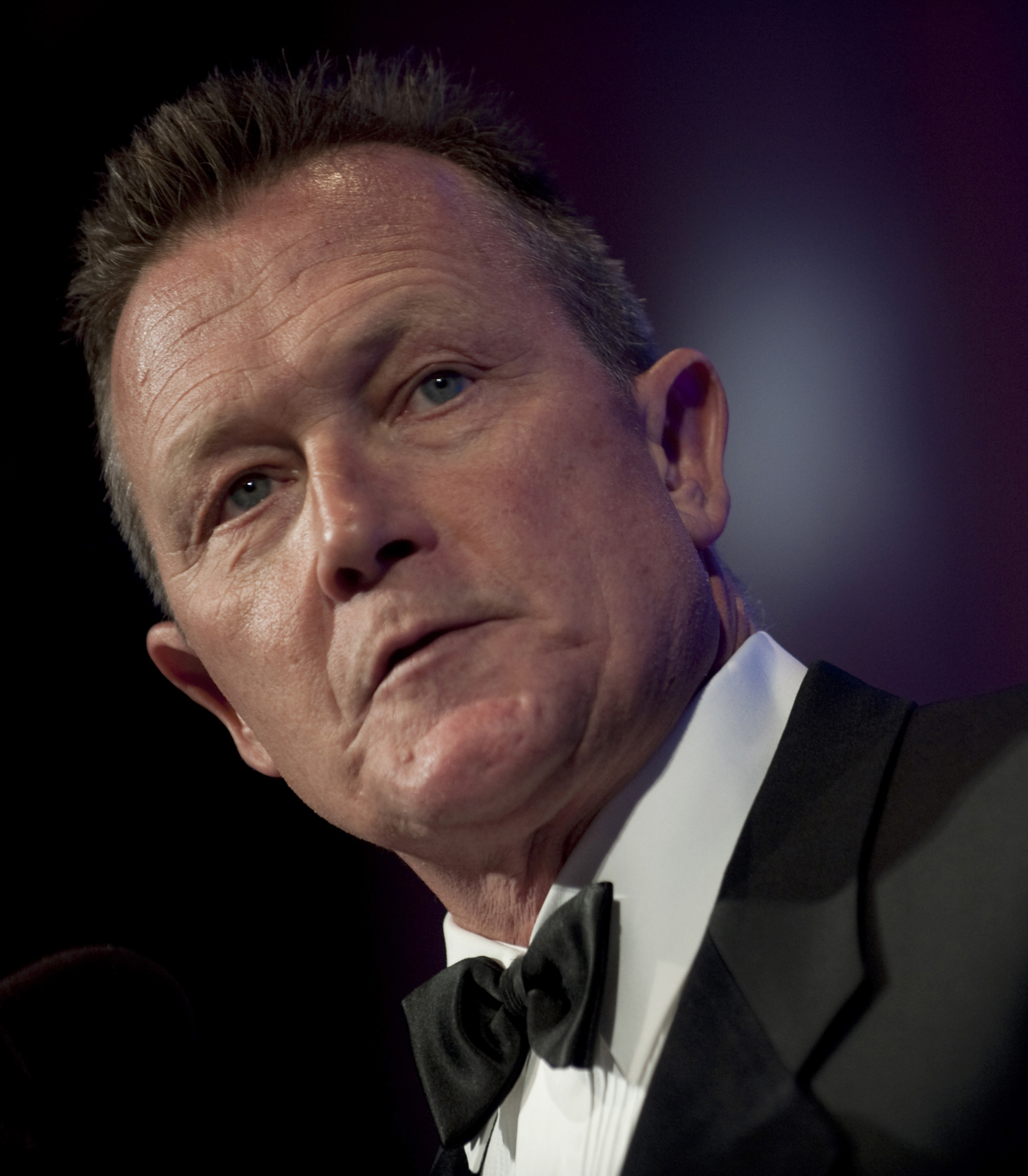
Robert Patrick
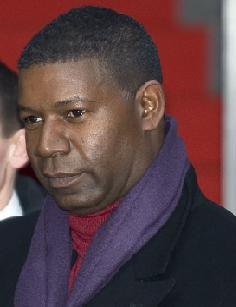
Dennis Haysbert
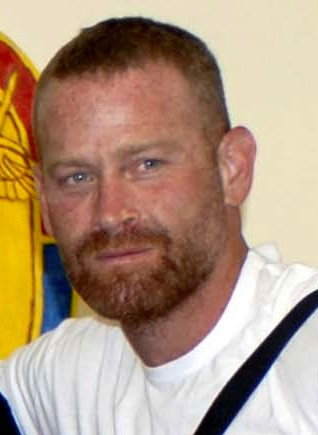
Max Martini
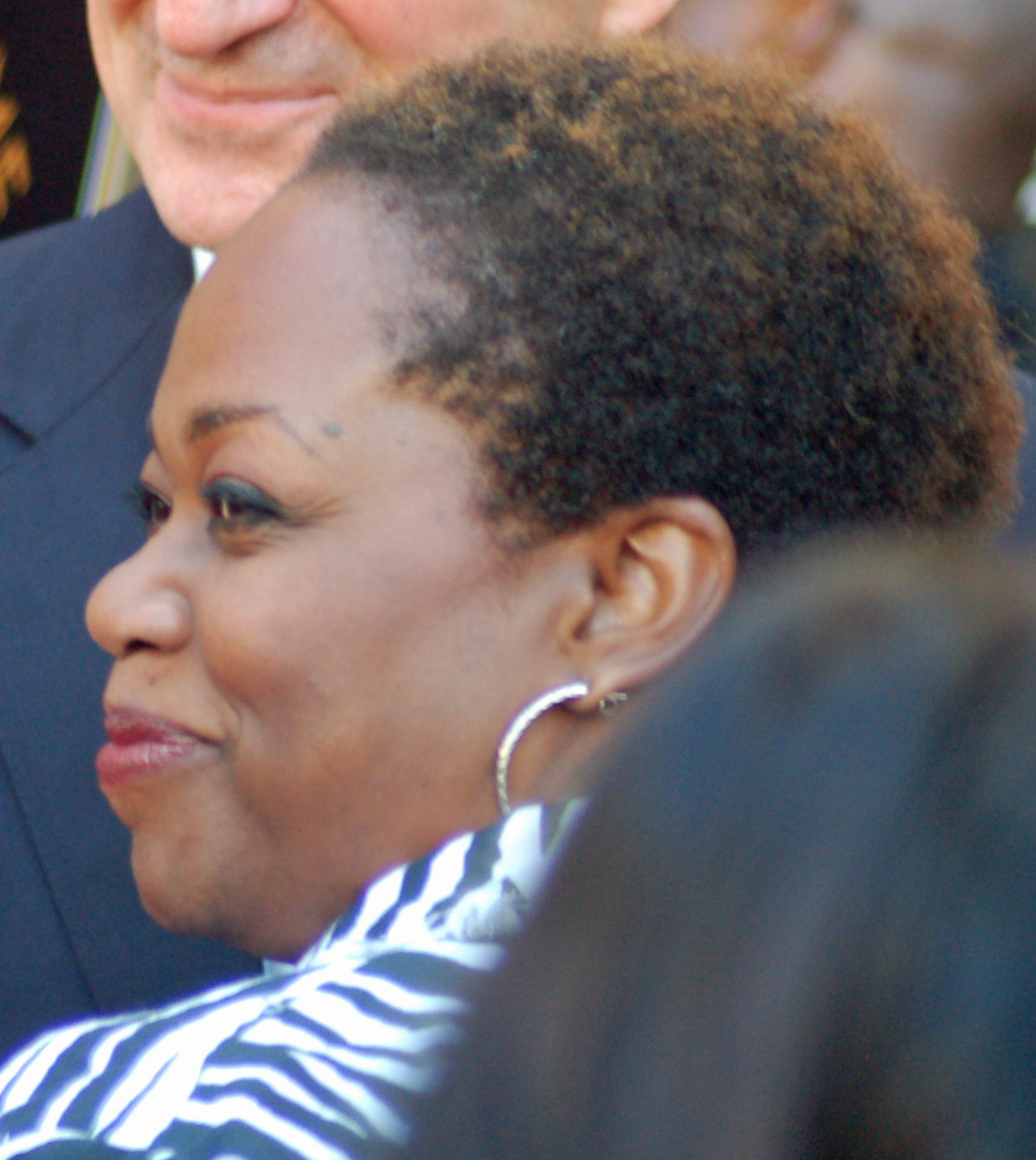
Regina Taylor

| Rollenname (Codename)                                               | Darsteller            | Beschreibung |
| ------------------------------------------------------------------- | --------------------- | --- |
| Colonel (später Brigadier General) Thomas „Tom“ Ryan (Dog Patch 06) | Robert Patrick        | Er ist der Commanding Officer. Zu Beginn der ersten Staffel hat Tom Ryan eine Affäre mit der Frau des Master Sergeant Mack Gerhardt. Am Ende der ersten Staffel beendet er die Affäre. Er heiratet daraufhin Charlotte Ryan. Die Ehe endet jedoch mit der Scheidung während der dritten Staffel, hat aber weiterhin mit ihr eine Beziehung. |
| Sergeant Major Jonas Blane (Snake Doc)                              | Dennis Haysbert       | Er leitet eines der Einsatzteams und führt somit zumeist deren Einsätze. Mit seiner Ehefrau Molly hat er eine Tochter, Betsy, die ebenfalls der Army beitritt. |
| Master Sergeant Mack Gerhardt (Dirt Diver)                          | Max Martini           | Er ist der zweite Mann hinter Jonas Blane. Am Ende der zweiten Staffel hat er einen Streit mit seiner Ehefrau Tiffy, woraufhin sie die Scheidung einreicht. In der vierten Staffel kommen sie wieder zusammen. |
| Sergeant First Class Robert „Bob“ Brown (Cool Breeze)               | Scott Foley           | Er kommt am Anfang der Serie zur Einheit und wird während der ersten Staffel von Jonas Blane nach und nach eingewiesen. Er hat drei Kinder mit seiner Frau Kim. |
| Sergeant First Class Charles Grey (Betty Blue)                      | Michael Irby          | In der Einheit ist er der Spezialist für Sprengstoff, Bombenentschärfungen und Technik. Außerdem ist er ausgebildeter Sanitäter. Grey ist ein notorischer Frauenheld, lernt jedoch in der vierten Staffel die Pilotin Joss Morgan kennen und verliebt sich in sie. Sie heiraten im Serienfinale.                                            |
| Sergeant First Class Hector Williams (Hammerhead) (St. 1–3)         | Demore Barnes         | Er wird oft als Scharfschütze eingesetzt. Williams stirbt in der dritten Staffel während eines schiefgelaufenen Einsatzes. Bei seinen Bemühungen, seinen schwerverletzten Teamkameraden Charles Grey zu retten, wird er selbst von einer feindlichen Kugel in den Hals getroffen.                                                           |
| Molly Blane                                                         | Regina Taylor         | Sie ist die Ehefrau von Jonas Blane und Vorsitzende der Ehefrauen Unterstützungsgruppe Fort Griffith. Sie ist den anderen Ehefrauen der Einheit ein Mentor und setzt sich stets für diese ein. Am Ende der Serie verlässt sie ihren Mann.                                                                                                   |
| Tiffany „Tiffy“ Gerhardt                                            | Abby Brammell         | |
| Kim Brown                                                           | Audrey Marie Anderson | |
| Sergeant Kayla Medawar                                              | Kavita Patil          | Sie ist in der Operationszentrale (Tactical Operations Center) die Assistentin des Dienst- bzw. Befehlshabenden Offiziers. |
| Warrant Officer Bridget Sullivan (Red Cap) (St. 4)                  | Nicole Steinwedell    | |
| Staff Sergeant Sam McBride (Whiplash) (St. 4)                       | Wes Chatham           | |